# Maarten Tjallingii
Maarten Tjallingii (født 5. november 1977) er en hollandsk tidligere professionel cykelrytter. Han største sejr var, da han vandt Belgien Rundt i 2006.